# Даниел Панов
Даниел Димитров Панов е български политик и инженер от ГЕРБ. От 2011 г. е кмет на Велико Търново, излъчен от ГЕРБ. На 12 октомври 2021 г. е назначен за член на ИК на Българския футболен съюз (БФС).

## Биография
Даниел Панов е роден на 4 октомври 1967 г. в град Велико Търново, България. Завършва специалност „публична администрация“ във Великотърновския университет „Св. св. Кирил и Методий“ и „машинно инженерство“ във ВВОВУ „Васил Левски“.
Бил е в Българската армия, като помощник-комендант и командир на взвод (1989 – 1999), командир на рота (1996 – 1999), комендант (1999 – 2002). От 2002 е управител на фирма „Царевград Търнов“ ЕООД.

### Семейство
Той е женен за Даниела Панова, от която има двама сина – Ивайло и Димитър.

### Политическа дейност
На местните избори през 2011 г. е кандидат за кмет на община Велико Търново, издигнат от ГЕРБ. На проведения първи тур получава 12253 гласа (или 32,69%) и се явява на балотаж с кандидата на „БСП“ Николай Илиев, който получава 8701 гласа (или 23,21%). Избран е на втори тур с 18511 гласа (или 51,81%).
На местните избори през 2015 г. е кандидат за кмет на община Велико Търново, издигнат от ГЕРБ. Печели на първи тур с 22835 гласа (или 65,77%).
На местните избори през 2019 г. е кандидат за кмет на община Велико Търново, издигнат от ГЕРБ. Печели на първи тур с 19032 гласа (или 60,55%).